# 侯安國
侯安國（？—？），字德徵，號晋明，河南归德府永城縣人。

## 生平
万历三十七年（1609年）己酉科河南乡试第六十二名举人，以易经登四十七年（1619年）己未科進士，任海门县知县，调繁休宁县，天啓四年甲子应天同考，行取，授南京刑部主事，历本司员外郎、郎中，调吏部稽勋司郎中。历升浙江金衢道副使、粮储道参政、徽宁道按察使，加浙江右布政使，历山东右布政使、四川左布政使。

## 家族
曾祖侯寿，寿官。祖侯伟，父侯绪，寿官，以子贵赠通奉大夫浙江右布政使。祖母胡氏、母胡氏，俱赠夫人。
子侯祖雲，字岳望。